# Board of Ordnance

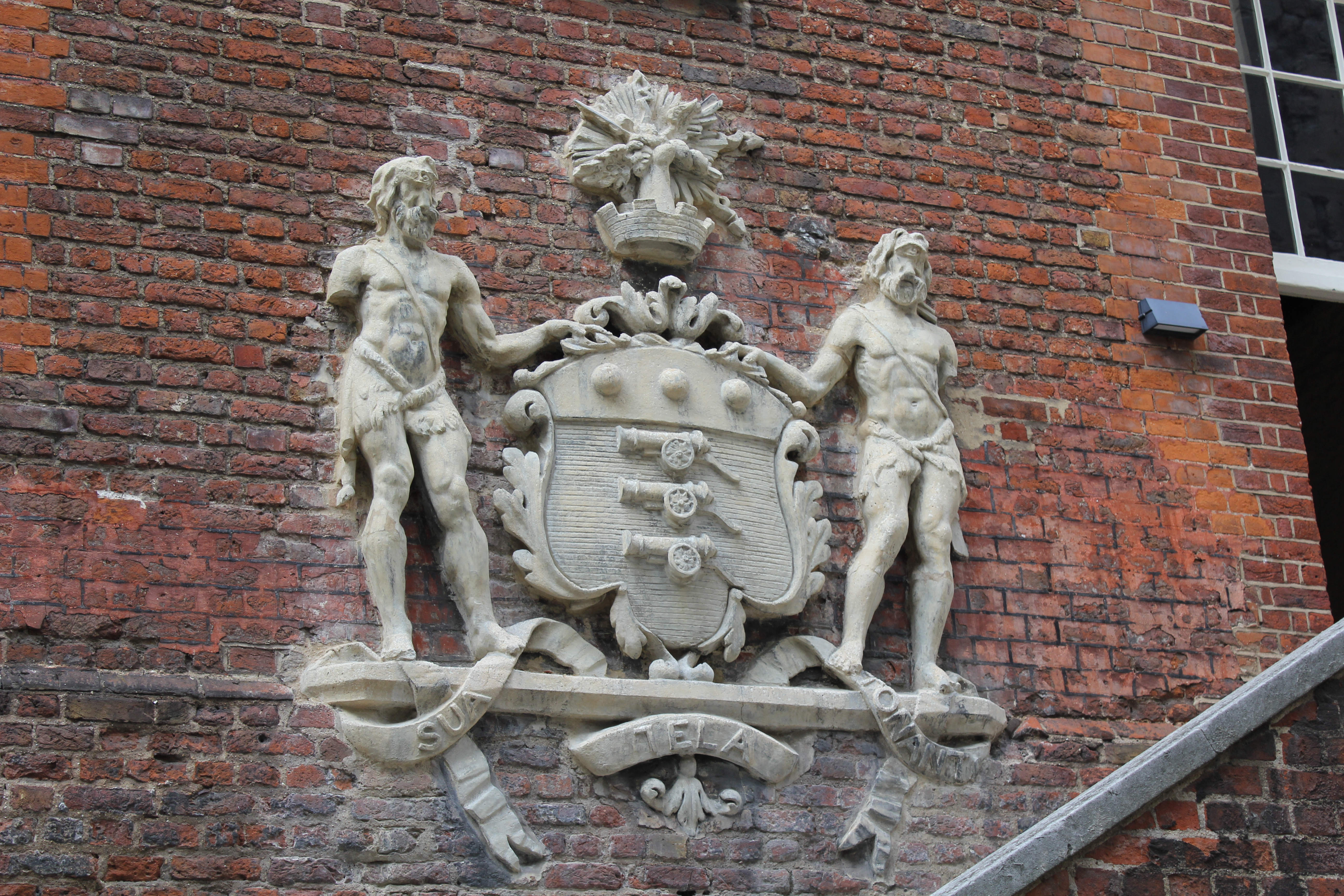
Wappen des Board of Ordnance, Tower of London

Das Board of Ordnance war eine englische und britische Behörde, die für Waffen und Ausrüstung der englischen und britischen Streitkräfte British Army und Royal Navy zuständig war. Die Anfänge des Boards gehen auf das Jahr 1414 zurück. Seit dem 16. Jahrhundert handelte es sich um eine Behörde. Es handelte sich damit um die erste dauerhafte militärische Institution Englands. Im Jahr 1855  wurde das Board aufgelöst und mit dem War Department zusammengelegt.

## Geschichte
Das Board of Ordnance entwickelte sich aus dem Privy Wardrobe des englischen Königs. Dieser war für die gesamte persönliche Ausstattung des Königs inklusive seiner Waffen zuständig. Über die Zeit hatte er die Zuständigkeiten für alle Waffen und Befestigungen des Tower of London bekommen. Das Board of Ordnance wurde im 15. Jahrhundert gegründet. Der 1414 ernannte Nicholas Merbury war der erste Master of Ordnance. Dieser Posten löste den Posten des Wächter des Privy Wardrobe ab, sein Rang wuchs über die Zeit stetig. War Merbury noch ein einfacher Beamter, waren die Master of Ordnance ab Ende des 15. Jahrhunderts durchgehend Ritter oder Lords. 
Der Ausbau von einem einzelnen Posten zu einer eigenständigen Behörde begann unter Heinrich VIII. Er bestellte verschiedene Assistenten des Masters wie den Lieutenant, den Storekeeper, den Surveyor und den Clerk of Deliveries. Aus dem Jahr 1597 stammt die offizielle Einrichtung eines Boards. Seit einer weiteren Re-Organisation im Jahr 1683 hatte es die Struktur, die es bis zu seiner Auflösung behalten sollte. War das Board ursprünglich eine zivile Behörde, wurden seine Ränge im Laufe der Jahrhunderte immer stärker von Offizieren gefüllt. Im 19. Jahrhundert ähnelte es einem zweiten War Department, das sich vor allem mit der aktuellen Kriegsführung befasste. 
In diesen Jahrzehnten verschwammen die Unterschiede zum War Department, und das Board war immer stärker mit der tatsächlichen Kriegsführung befasst. Im Zuge des für Großbritannien desaströsen Krimkriegs folgte eine umfangreiche Reevaluierung des britischen Militärs. In diesem Zusammenhang löste das Parlament das Board of Ordnance auf und legte seine Reste mit dem War Department zusammen.

## Struktur
Seit 1683 war das Board im Kollegialprinzip organisiert. Der Master-General leitete die Sitzungen des Kollegiums. Neben ihm saßen dort der Lieutenant-General, der Stellvertreter des Master-Generals und Storekeeper, der Surveyor und der Clerk of Deliveries. Dabei war jeder Offizier nach dem Ressortprinzip für seinen eigenen Bereich verantwortlich und entscheidungsberechtigt. Dieser Bereich war für Beschaffung und Verteilung von Waffen, Munition und Vorräten zuständig.
Neben der führenden zivilen Leitung des Boards hatte es auch einen militärischen Bereich. Der Master-Gunner of England beschäftigte die Gunners, die die Artillerie der British Army bildeten. Sie waren die einzige permanente Besatzung der englischen Burgen und Bastionen. Sie waren auch für die Aufsicht der Schützen der Navy zuständig, die Schützen selbst gehörten jedoch zur Navy. Daneben beschäftigte das Board eigene Ingenieure, die Versuche mit Explosivstoffen und Waffen durchführten. Zu seinen Hochzeiten beschäftigte das Board mehrere tausend Soldaten und Ingenieure, die die britische Artillerie bildeten. 
Das Board hatte seinen Ursprung und seinen Sitz im Tower of London.